# Walter Jupé

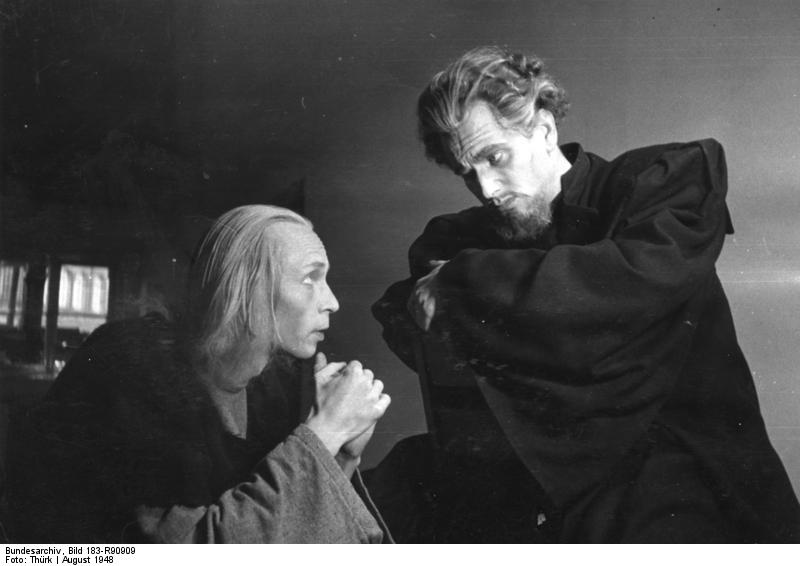
Walter Jupé (izq.) y Gerhard Becker en Fausto (1948)

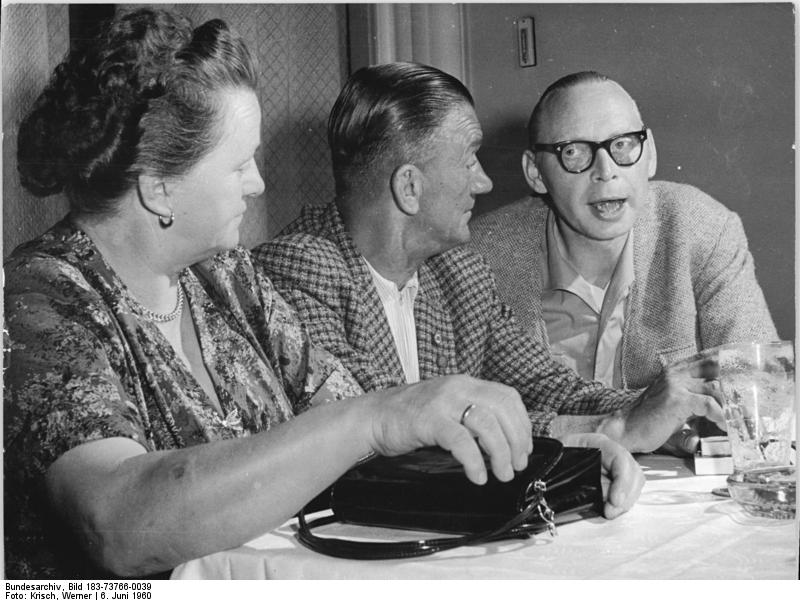
Walter Jupé (der.) en el Festival de los Trabajadores organizado por la FDGB en 1960

Walter Jupé (6 de abril de 1916 - 16 de noviembre de 1985) fue un actor, guionista y dramaturgo de nacionalidad alemana.

## Biografía
Nacido en Berlín, Alemania, tras aprender actuación con Helene Lackner, en 1943 debutó en un escenario de Oldemburgo. Posteriormente actuó en Weimar, y en 1952 se mudó a Berlín Este, trabajando en el Teatro Maxim Gorki, donde permaneció hasta 1982. Además de su trabajo teatral, a mediados de los años 1950 Jupé inició una carrera cinematográfica y televisiva con la Deutsche Film AG y la Deutscher Fernsehfunk, encarnando con frecuencia a personajes negativos en producciones de carácter histórico, como fue el caso del telefilm Die Affäre Heyde-Sawade (1963). 
Junto con el autor Friedrich Karl Kaul escribió más de 40 episodios de la serie Fernsehpitaval, en la cual se investigaban casos criminales históricos. Jupé destacó en ese programa como guionista y actor. Algunos de los capítulos posteriormente se proyectaron como películas, como fue el caso de Lebende Ware (1966) o Der Mord, der nie verjährt (1967).
Walter Jupé falleció en Berlín en 1985.

## Filmografía (selección)
- 1952 : Geheimakten Solvay
- 1954 : Gefährliche Fracht
- 1955 : Ernst Thälmann – Führer seiner Klasse
- 1956 : Thomas Müntzer – Ein Film deutscher Geschichte
- 1957 : Bärenburger Schnurre
- 1957 : Der Fackelträger (guion junto a Friedrich Karl Kaul)
- 1958 : Weimarer Pitaval (serie TV), episodio Der Fall Saffran (guion junto a Friedrich Karl Kaul)
- 1959 : Weimarer Pitaval (serie TV), episodio Der Fall Wandt (guion junto a Friedrich Karl Kaul)
- 1959 : Weimarer Pitaval (serie TV), episodio Der Fall Harry Domela (actor y guionista junto a Friedrich Karl Kaul)
- 1959 : Fernsehpitaval (serie TV), episodio Der Fall Jakubowski (guion junto a Friedrich Karl Kaul)
- 1959 : Senta auf Abwegen
- 1959 : Ware für Katalonien
- 1960 : Fernsehpitaval (serie TV), episodio Der Fall Haarmann (guion junto a Friedrich Karl Kaul)
- 1960 : Fernsehpitaval (serie TV), episodio Der Fall Hugo Stinnes jr. (actuación y guion junto a Friedrich Karl Kaul)
- 1960 : Guten Tag, lieber Tag
- 1961 : Das hölzerne Kälbchen
- 1962 : Auf der Flucht erschossen
- 1962 : Ach, du fröhliche …
- 1963 : Die Affäre Heyde-Sawade (telefilm)
- 1963 : Arnold Zweig (documental)
- 1965 : Das Kaninchen bin ich
- 1965 : Dr. Schlüter (serie TV)
- 1965 : Solange Leben in mir ist
- 1966 : Spur der Steine
- 1966 : Lebende Ware
- 1968 : Der Mord, der nie verjährt
- 1968 : Heroin
- 1968–1970 : Ich – Axel Cäsar Springer (serie TV)
- 1969 : Hans Beimler Kamerad (miniserie TV)
- 1971 : Tod in der Kurve (telefilm)
- 1972 : Trotz alledem!
- 1972 : Die Bilder des Zeugen Schattmann (miniserie TV)
- 1972 : Das Geheimnis der Anden (miniserie TV)
- 1975 : Jenny (telefilm)
- 1976 : Des Doktors Dilemma (telefilm)
- 1980 : Unser Mann ist König (miniserie TV)
- 1982 : Melanie van der Straaten (telefilm)
- 1982 : Die Gerechten von Kummerow
- 1984 : Drei Schwestern (telefilm)
- 1987 : Wie die Alten sungen…
- 1990 : Monolog für einen Taxifahrer (corto TV)

## Teatro
- 1953 : Julius Hay: Energie, dirección de Otto Lang (Teatro Maxim Gorki)
- 1953 : Anatolij Surow: Das grüne Signal, dirección de Maxim Vallentin (Teatro Maxim Gorki)
- 1953 : Iwan Popow: Die Familie, dirección de Werner Schulz-Wittan (Teatro Maxim Gorki)
- 1954 : Máximo Gorki: Dostigajew und andere, dirección de Maxim Vallentin (Teatro Maxim Gorki)
- 1954 : Gerhart Hauptmann: Der Biberpelz, dirección de Werner Schulz-Wittan (Teatro Maxim Gorki)
- 1954 : Johann Wolfgang von Goethe: Die Mitschuldigen, dirección de Hans-Robert Bortfeldt (Teatro Maxim Gorki)
- 1954 : Molière: George Dandin, dirección de Hans-Robert Bortfeldt  (Teatro Maxim Gorki)
- 1955 : Friedrich Wolf: Das Schiff auf der Donau, dirección de Maxim Vallentin (Teatro Maxim Gorki)
- 1955 : Friedrich Schiller: Los bandidos, dirección de Maxim Vallentin (Teatro Maxim Gorki)
- 1955 : Molière: George Dandin, dirección de Achim Hübner  (Teatro Maxim Gorki)
- 1956 : Johannes R. Becher: Der Weg nach Füssen, dirección de Maxim Vallentin (Teatro Maxim Gorki)
- 1956 : George Bernard Shaw: Die Häuser des Herrn Sartorius, dirección de Erich-Alexander Winds (Teatro Maxim Gorki)
- 1957 : Georg Kaiser: David und Goliath, dirección de Gerhard Klingenberg (Teatro Maxim Gorki)
- 1957 : Ewan MacColl: Unternehmen Ölzweig, dirección de Joan Littlewood (Teatro Maxim Gorki)
- 1958 : Eduardo De Filippo: Lügen haben lange Beine, dirección de Werner Schulz-Wittan (Teatro Maxim Gorki)
- 1958 : Hans Lucke: Kaution, dirección de Erich-Alexander Winds (Teatro Maxim Gorki)
- 1959 : Aleksandr Ostrovski: Diebe Und Liebe, dirección de Werner Schulz-Wittan (Teatro Maxim Gorki)
- 1959 : Máximo Gorki: Feinde, dirección de Hans Dieter Mäde (Teatro Maxim Gorki)
- 1960 : Friedrich Schiller: Los bandidos, dirección de Maxim Vallentin/Hans Dieter Mäde (Teatro Maxim Gorki)
- 1961 : Ewan MacColl: Unternehmen Ölzweig, dirección de Horst Schönemann (Teatro Maxim Gorki)
- 1961 : Maáximo Gorki: Los bajos fondos, dirección de Maxim Vallentin (Teatro Maxim Gorki)
- 1961 : Ewan MacColl: Rummelplatz, dirección de Hans Dieter Mäde (Teatro Maxim Gorki)
- 1962 : Pavel Kohout (a partir de Jules Verne): Die Reise um die Erde in 80 Tagen, dirección de Horst Schönemann (Teatro Maxim Gorki)
- 1962 : Lajos Mesterházi: Das elfte Gebot, dirección de Horst Schönemann/Helfried Schöbel (Teatro Maxim Gorki)
- 1962 : Máximo Gorki: Jegor Bulytschow und andere, dirección de Maxim Vallentin (Teatro Maxim Gorki)
- 1963 : Rainer Kerndl: Seine Kinder, dirección de Horst Schönemann (Teatro Maxim Gorki)
- 1965 : Slatan Dudow: Der Feigling, dirección de Dieter Kolditz (Teatro Maxim Gorki)
- 1966 : Max Frisch: Don Juan oder Die Liebe zur Geometrie, dirección de Wolfram Krempel (Teatro Maxim Gorki)
- 1968 : Sean O'Casey: Der Stern wird rot, dirección de Kurt Veth (Teatro Maxim Gorki)
- 1969 : Michail Schatrow: Bolschewiki, dirección de Fritz Bornemann (Teatro Maxim Gorki)
- 1969 : Nikolái Gógol: El inspector general, dirección de Hans-Georg Simmgen (Teatro Maxim Gorki)
- 1970 : Ernst Ottwalt: Kalifornische Ballade, dirección de Fritz Bornemann (Teatro Maxim Gorki)
- 1970 : Klaus Wolf: Lagerfeuer, dirección de Achim Hübner/Fritz Bornemann (Teatro Maxim Gorki)
- 1975 : Máximo Gorki: Die Letzten, dirección de Wolfgang Heinz (Teatro Maxim Gorki)

## Radio
- 1955 : Anna Seghers: Das siebte Kreuz, dirección de Hedda Zinner (Rundfunk der DDR)
- 1956 : William Shakespeare: Hamlet, Prinz von Dänemark, dirección de Martin Flörchinger (Rundfunk der DDR)
- 1958 : Bruno Apitz: Nackt unter Wölfen, dirección de Joachim Witte (Rundfunk der DDR)
- 1959 : Autor junto a Friedrich Karl Kaul: Alles beim alten, dirección de Gert Beinemann (Rundfunk der DDR)
- 1962 : Heiner Müller: Der Tod ist kein Geschäft, dirección de Hans Knötzsch (Rundfunk der DDR)
- 1966 : Bertolt Brecht: Das Verhör des Lukullus, dirección de Kurt Veth (Rundfunk der DDR)
- 1971 : Heinrich Mann: Die Vollendung des Königs Henri Quatre, dirección de Fritz Göhler (Rundfunk der DDR)
- 1975 : Gabriel García Márquez: Zeit zu sterben, dirección de Wolfgang Schonendorf (Rundfunk der DDR)